# Bougbuendé
Bougbuendé is een plaats in de Centraal-Afrikaanse prefectuur Lobaye.